# Domenico Montagnana
Domenico Montagnana (Lendinara, 24 giugno 1686 – Venezia, 6 marzo 1750) è stato un liutaio italiano.
Fu uno dei liutai più famosi dei suoi tempi. I suoi strumenti sono ricercati per il loro suono da musei, collezionisti e privati. Un suo strumento può valere centinaia di migliaia di euro.

## Biografia
Montagnana è nato a Lendinara (Rovigo) nell'anno 1686. Cominciò il lavoro di liutaio (violini, viole,  violoncelli e contrabbassi) a Venezia nel 1701.
Fu con ogni probabilità un garzone nella bottega di Matteo Sellas, antagonista in quegli anni di Matteo Goffriller.
La sua bottega, già attiva nel 1711, si trovava in Calle degli Stagneri, a Venezia ed aveva per insegna il motto: "alla Cremona".
Alla sua morte la bottega passò a Giorgio Serafin che aveva sposato una sua figlia.
Morì a Venezia nel 1750.

## Collegamenti con artisti
Parecchi dei suoi strumenti sono ancora in circolazione, esposti in famosi musei o parte di collezioni pubbliche o private. Suonano o hanno suonato con un Montagnana artisti come Lionel Tertis, Lynn Harrell, Mischa Maisky, Truls Mørk, Alfred Wallenstein, Josef Roismann, Yo-Yo Ma, Maurice Eisenberg, Emanuel Feuermann, Daniel Saidenberg, Orlando Cole, Nathaniel Rosen e Ralph Kirshbaum.

## Strumenti famosi

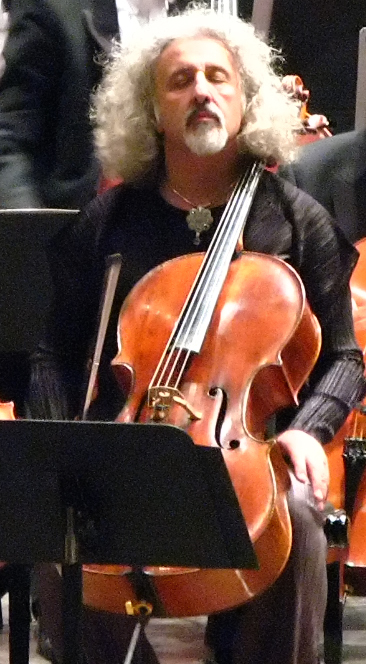

- Petunia (1733) - di proprietà di Yo-Yo Ma
- Feuermann (1735) - collezionista svizzero
- Sleeping Beauty (1739) - tenuto da Heinrich Schiff
- Baron Steinheil (1740)
- Duchess of Cleaveland (1740) (non si sa dove si trovi)
- Ex-Servais(1738) - tenuto da Nathaniel Rosen